# Mike Summerbee
Michael George Summerbee, detto Mike (Preston, 15 dicembre 1942), è un ex calciatore inglese.

## Carriera
Figlio d'arte (suo padre giocò nel Preston North End a cavallo tra gli anni trenta e gli anni quaranta), Mike Summerbee iniziò la carriera professionistica nello Swindon Town all'età di diciassette anni. Nel 1965, dopo aver collezionato 218 apparizioni con la squadra del Wiltshire, Summerbee fu acquistato dal Manchester City.
Nel giro di pochi anni Summerbee divenne uno dei giocatori chiave della squadra, che al termine degli anni sessanta si affermò sia in campo nazionale, sia in campo europeo vincendo quattro trofei (tra cui il campionato nella stagione 1967-68 e la Coppa delle Coppe nella stagione 1969-70) in tre stagioni. Durante questo periodo Summerbee fu inoltre convocato per la prima volta in nazionale, nella quale collezionò otto apparizioni ed un goal in quattro anni.
Nel 1975, dopo dieci anni di militanza nei Citizens, Summerbee fu ceduto al Burnley che allora militava in massima serie, quindi, a partire dalla stagione 1976-77, dopo una breve parentesi al Blackpool, militò nello Stockport County, squadra di cui divenne allenatore-giocatore nella stagione 1978-79, al termine della quale si ritirò.
Mike Summerbee vanta una partecipazione nel film Fuga per la vittoria con Sylvester Stallone, interpretando Sid Armor. Suo figlio, Nicky Summerbee, ha seguito lo stesso percorso del padre giocando, tra le altre squadre, nel Manchester City, nel Nottingham Forest e nel Leicester City.

## Palmarès
- Campionato inglese: 1

Manchester City: 1967-1968
- Charity Shield: 2

Manchester City: 1968, 1972
- Coppa d'Inghilterra: 1

Manchester City: 1968-1969
- Coppa delle Coppe: 1

Manchester City: 1969-1970